# Convair 880
Convair 880 je americký úzkotrupý proudový dopravní letoun vyráběný firmou Convair. Navržený byl jako konkurent pro letouny Boeing 707 a Douglas DC-8. Letoun byl sice rychlejší, ale i menší, což byl jeden z důvodů nižší poptávky. V době, kdy byl poprvé představen, byl s rychlostí 990 km/h některými kruhy považován za nejrychlejší proudový dopravní letoun na světě. Po celou dobu výroby od roku 1959 do roku 1962 bylo vyrobeno pouze 65 letounů Convair 880 a mateřskou společností General Dynamics byl považován za neúspěch. Prodlouženou verzí letounu byl stroj Convair 990 Coronado.

## Specifikace (880 Model 22 a 22-M)

### Technické údaje
- Posádka: 3
- Kapacita: 110 cestujících
- Užitečné zatížení: 10 900 kg
- Délka: 39,42 m
- Rozpětí: 36,58 m
- Výška: 11,07 m
- Průměr trupu:3,76 m
- Plocha křídel: 185,8 m²
- Prázdná hmotnost: 42 730 kg
- Maximální vzletová hmotnost: 87 730 kg
- Pohonná jednotka: 4× dvouproudový motor General Electric CJ-805-3B
- Tah pohonné jednotky: 51,95 kN

### Výkony
- Maximální rychlost: 990 km/h ve výšce 6 860 m
- Pádová rychlost: 179 km/h
- Dolet: 4 430 km
- Dostup: 12 500 m